# Girls Don't Cry
「Girls Don't Cry」（ガールズ・ドント・クライ）は、日本のポップ・ロックバンド、POP ART TOWNの1作目のシングル。2020年5月29日にCat Walk Recordsより発売。
キャッチコピーは「女の子は泣かない」。

## 概要
- 5月22日に予告[1]。
- 前作『i』より約3か月を経てのリリース。

### 評価
- UROROSは「自然体な女の子の気持ちを歌ったミディアムテンポの楽曲で、バンドののびのびとした演奏風景が想像できるナンバーに仕上がっている」とコメントした[1][2][4]。
- FanplusMusicは「女の子を全力で応援してくれているこの曲を聴いていると自然と前向きな気持ちになれるし、おこもり生活で薄れていた“女の子でいることの楽しみ”みたいなものを思い出させてくれる。とびきりのお洒落をして街を歩きながら聴きたい曲」だと評した[5]。
- Apple Music / iTunesは「軽やかなグルーヴで心を明るくするガールズアンセム」と紹介している[6]。
  - また、Apple Musicは以下のプレイリストに選出した[7][8]。
    - 「グッドフィーリング・ポップ」
    - 「ブレイキング：J-ロック」

## 収録曲
| 全作詞・作曲: こーや、全編曲: POP ART TOWN。 |                     |        |            |      |
| #                                            | タイトル            | 作詞   | 作曲・編曲 | 時間 |
| 1.                                           | 「Girls Don't Cry」 | こーや | こーや     | 4:27 |
| 合計時間:                                    | 合計時間:           | 4:27   |            |      |

※アルバム『Sensation』に収録されている曲では4分29秒と、曲の長さが微妙に異なっている。